# АІ-14

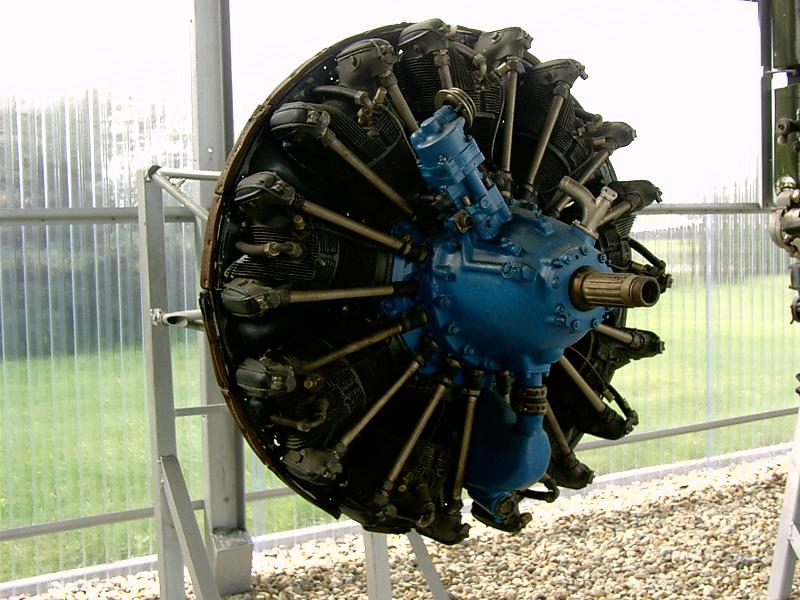
Двигун АІ-14Р (вид спереду)

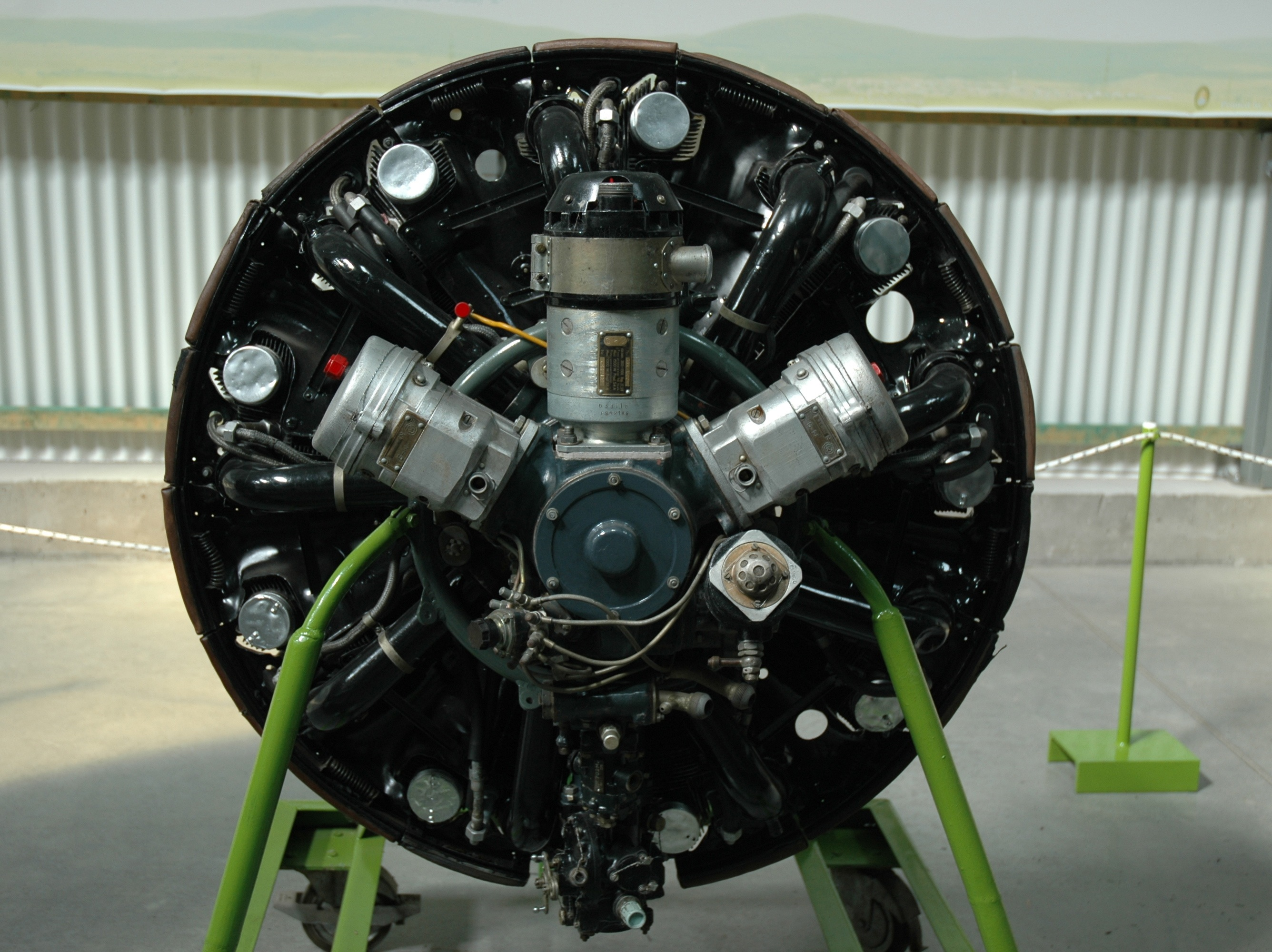
Двигун АІ-14Р (вид ззаду)

АІ-14 (М-14) — поршневий двигун повітряного охолодження, розроблений в ОКБ-478 для багатоцільового літака Ан-14. Головним конструктором був Вєдєнєєв І.М. Серійне виробництво організоване на Воронезькому механічному заводі.

## Технічний опис[1]
АІ-14 - чотиритактний, бензиновий авіадвигун з повітряним охолодженням, з 9 циліндрами однорядного зіркоподібного розташування із карбюраторним живленням. Для покращення експлуатаційних характеристик двигун оснащений нагнітачами низького тиску. Для рівномірного охолодження на кожному циліндрі розміщені повітряні дефлектори. Для забезпечення роботи двигун оснащено такими системами: змащування; живлення; запалення і запуску. Як паливо використовується бензин Б-91/115.

### Система змащування
Система змащування забезпечує подачу мастила для змащування і охолодження деталей двигуна. Вона розділена на зовнішню, розташовану на літаку, та внутрішню, розташовану безпосередньо на двигуні.
До складу зовнішньої системи змащування входять:
- бак - резервуар для запасу мастила;
- радіатор - охолоджує мастило, яке виходить із двигуна;
- фільтр - очищає мастило від механічних добавок;
- термометр - показує температуру мастила на вході у двигун;
- манометр - показує тиск мастила на вході у двигун;
- масловоди;
- кран розрідження - забезпечує постачання бензину в мастило для його розрідження зимою.

До складу внутрішньої системи змащування входять:
- маслонасос МН-14А - забезпечує тиск в системі змащування;
- відстійник - служить для збору, відстою і фільтрації мастила;
- фільтр-сигналізатор - дозволяє виявити металічну стружку у відстійнику;
- сітчастий фільтр - очищає мастило від механічних добавок, розташований перед маслонасосом;
- внутрішні канали - забезпечують подачу мастила до місць тертя.

### Система живлення
Система живлення слугує для живлення двигуна паливною сумішшю. До її складу входить:
- паливні баки - резервуари для розміщення запасу палива на літаку;
- паливні фільтри - очищають паливо від механічних добавок;
- бензометр - показує кількість палива в паливних баках;
- заливний насос-шприц - готує паливну суміш перед запуском двигуна і заповнює карбюратор паливом при вимкнутому двигуні;
- кран розрідження - забезпечує поступання бензину в мастило для його розрідження зимою;
- бензонасос 702МЛ - забезпечує тиск палива перед карбюратором;
- манометр - показує тиск палива на вході у карбюратор;
- карбюратор АК-14П - готує паливну суміш;
- повітрозабірник - оснащений керованою заслінкою та розтрубами підводу гарячого повітря, дозволяє регулювати кількість та температуру повітря, яке потрапляє в карбюратор;
- повітряний фільтр - очищає повітря перед повітрозабірником від пилу.

Як паливо використовується бензин Б-91/115.

### Система запалення
Система запалення забезпечує запалення паливної суміші в циліндрах. До її складу входить:
- два магнето М-9-25М - служать джерелом струму високої напруги;
- свічки запалення СД-49СММ - утворюють в циліндрі електричну іскру високої напруги для запалення паливної суміші. В кожному циліндрі розташовано по дві свічки запалення. Передня свічка отримує струм від лівого магнето, а задня - від правого.
- екранований колектор проводів - з'єднує магнето зі свічками.
- перемикач магнето ПМ-1 - забезпечує керування системою запалення. Розміщений у кабіні літака. Перемикач має чотири положення:

0 - вимкнені обидва магнето;
1 - увімкнуте ліве магнето, а праве вимкнуте;
2 - увімкнуте праве магнето, а ліве вимкнуте;
1+2 - увімкнуті обидва магнето;
- пускова котушка ПК-45.

## Модифікації[2]
- АІ-14 - базовий потужністю 240 к.с.
- АІ-14В - двигун для вертольота Ка-15.
- АІ-14ВФ - форсований до 280 к.с. Випускався з 1960 року. Встановлювався на Ка-15М, Ка-18.
- АІ-14Р - двигун для літака Як-12Р
- АІ-14Р2 - форсований до 260 к.с. Призначався для літаків АЕ, А-6, першого варіанту Ан-14.
- АІ-14РА - двигун для літака "Вільга-35".
- АІ-14РФ (М-14) - форсований до 300 к.с. Встановлювався на літаках Ан-14А, Як-12Б, Як-18А.
- М-14В26 - вертолітний потужністю 325 к.с. Відрізняється конічним редуктором і муфтою зчеплення. Встановлювався на Ка-15, Ка-18, Ка-26.
- М-14В26В - двигун для вертольота Мі-34. Потужність збільшена до 370 л.с.
- М-14П - двигун для пілотажних літаків. Випускався з 1973 року.
- М-14пт - двигун для навчального літака Су-29. Потужність знижена до 355 л.с.
- М-14ПФ - форсований до 400 к.с. Встановлюється на Су-31.
- М-14х - двигун для Як-54. Встановлюється також на Як-52м.